# Dermot
Dermot [ˈdɛɹmət] ist ein männlicher Vorname.

## Herkunft und Bedeutung
Beim Namen Dermot handelt es sich um die anglisierte Variante des irischen Namens Diarmaid, der wiederum auf den Namen Diarmuid zurückgeht. Die genaue Bedeutung des Namens ist nicht bekannt. Möglicherweise setzt er sich aus den Elementen dí „ohne“ und airmit „Verfügung“, „Anordnung“ oder airmait „Neid“ zusammen und bedeutet „ohne Verfügung“ – i. S. v. „freier Mann“ – oder „ohne Neid“.

## Verbreitung
Der Name Dermot ist in erster Linie in Irland verbreitet. Obwohl der Name dort heute nur noch selten vergeben wird, zählte er bis in die 1990er Jahre hinein zu den 100 beliebtesten Jungennamen.
Gelegentlich kommt der Name auch in Großbritannien, seltener in den USA vor.

## Varianten
- Irisch: Diarmaid, Diarmuid
  - Altirisch: Diarmait
  - Diminutiv: Derry
- Schottisch: Dermid
- Schottisch-gälisch: Diarmad

## Namensträger

### Dermot/Dermott
Dermot
- Dermot Ahern (* 1955), irischer Politiker (Fianna Fáil)
- Dermot Bolger (* 1959), irischer Schriftsteller, Herausgeber und Verleger
- Dermot Bradley (1944–2009), irischer Militärhistoriker
- Dermot Chichester, 7. Marquess of Donegall (1916–2007), irischer Peer, Soldat und Großgrundbesitzer
- Dermot Clifford (* 1939), irischer römisch-katholischer Erzbischof
- Dermot Curtis (1932–2008), irischer Fußballspieler
- Dermot Desmond (* 1950), irischer Unternehmer
- Dermot Earley (1948–2010), irischer Generalleutnant und Gaelic Football-Spieler
- Dermot Pius Farrell (* 1954), irischer Geistlicher und Erzbischof von Dublin
- Dermot Healy (1947–2014), irischer Dichter, Schriftsteller und Dramatiker
- Dermot Kennedy (* 1991), irischer Singer-Songwriter
- Dermot Lacey (* 19**), irischer Politiker (Irish Labour Party)
- Dermot McGlinchey (* 1973), nordirischer Snookerspieler
- Dermot McGrath († nach 1600), irischer katholischer Bischof von Cork und Cloyne
- Dermot Morgan (1952–1998), irischer Komiker und Schauspieler
- Dermot Mulroney (* 1963), US-amerikanischer Schauspieler
- Dermot Nally (* 1980), irischer Radrennfahrer
- Dermot Patrick O’Mahony (1935–2015), Weihbischof in Dublin
- Dermot Ryan (1924–1985), irischer Geistlicher, Erzbischof von Dublin
- Dermot Turing (* 1961), britischer Anwalt, Bänker, Autor und Historiker, Neffe von Alan Turing

Dermott
- Dermott Lennon (* 1969), irischer Springreiter

### Diarmaid/Diarmuid
Diarmaid
- Diarmaid MacCulloch (* 1951), englischer Kirchenhistoriker und Theologe
- Diarmaid Ó Súilleabháin (1932–1985), irischer Schriftsteller

Diarmuid
- Diarmuid (Sagengestalt), der Hauptheld der irischen Sage Diarmuid und Gráinne
- Diarmuid Mac Murchadha Caomhánach, auch Dermot MacMurrough (1110–1171), Kleinkönig von Leinster
- Diarmuid Martin (* 1945), irischer Geistlicher, emeritierter Erzbischof von Dublin
- Diarmuid Wilson (* 1965), irischer Politiker (Fianna Fáil)